# 特定金銭信託
特定金銭信託（とくていきんせんしんたく）とは、委託者である投資家が、受託者である信託銀行に対し金銭を信託し、委託者または、委託者と契約を行った運用代理人(投資顧問会社）からの運用指図に基づき有価証券への運用ならびに事務管理を行う金銭信託契約の一つ。
一般的には特金と略される場合が多いが、この場合には金銭信託契約としての狭義の特金と、営業特金など金融犯罪用語としての特金の双方の意味を持つ場合がある。本稿では双方の定義について記述する。

## 狭義の特金
前述した通り、狭義の特金とは金銭信託契約の一形態である。単に特金とする場合、委託者は受託者に対して金銭を信託し、運用指図を与え、信託契約終了後には金銭で償還する形態を指す。これに加えて、委託者が受託者に対し金銭で信託し、信託契約終了時に信託財産(有価証券及び金銭)を現状で償還する形態を特定金外信託と、委託者が受託者に対し金銭または有価証券を信託し、信託契約終了時に信託財産を現状で償還する形態を特定包括信託と呼び、しばしばこの三つを混同して特金と称する場合もある。
特定金銭信託、特定金外信託、特定包括信託の三つの信託形態は、主に企業の有価証券管理を合理化するために使われる。メリットとして、直接有価証券を保有するよりも、信託によって有価証券管理事務を省力化できること、有価証券の取得時の簿価を財産ごとに区分して管理できること。また、有価証券を直接保有するのと同じように、法人税法上配当金を益金不算入とすることができるなどが挙げられる。

## 金融犯罪用語としての特金
金融犯罪用語としての特金は、狭義の特金としての仕組みを使った証券営業形態の一つであり、営業特金とも呼ばれる。証券会社が、企業の有価証券管理や、資金運用を勧誘するために、傘下の投資顧問会社を経由して、資金や有価証券の運用を希望する企業と取引一任勘定契約を締結し、運用期間内に有価証券運用を行うことを指す。
1980年代にはしばしば営業特金は、資金運用を希望する企業から資金を引き出し、株式投機に回すことで証券会社が手数料収益を得る手段として活用された。本来の特金は、委託者は受託者に対して信託契約を締結し、委託者または、委託者との間で取引一任勘定契約を締結した投資顧問会社による運用指図に基づき、有価証券運用を行うが、実態としては、証券会社が直接運用指図を行う。証券会社にとっては、多額の投機資金を確保することによって、売買手数料を容易に稼ぐことができるというメリットがある。
ここまでは違法性は低いが、80年代以降に行われた営業特金では次のような問題点があった。第一に、委託者と証券会社(または投資顧問会社)との間で、明確な投資一任契約が締結されていない点である。一部では、にぎりと称されるように、証券会社の営業担当者と、委託者の間で口頭または非公式な書面の形態で運用契約を行う場合が多かった。第二に、資金の運用に際し、証券会社側が委託者に対して一定の利回りを保証することが多かった点である。
これらの問題は、第一に取引一任勘定営業に対する法規制への違反、第二に証券会社が利回り保証を行うことを禁ずる証券取引法違反、第三に結果として損失が発生した場合に、委託者が負うべき損失を証券会社が補填する、いわゆる損失補填の問題などである。これらは、時期によって違法とされない場合もあるが、現在はすべて違法行為であり、またこのような営業特金によって、バブル崩壊後には証券会社は、損失補填の問題と絡み、多額の損失を生むことになる。